# 末永仁志
末永 仁志（すえなが まさし、1987年4月10日 - ）は、奈良県奈良市出身の元プロ野球選手（投手）。右投右打。

## 経歴
2004年3月に家庭の事情で山口県の宇部鴻城高校から南京都高校に転校。
2005年プロ野球ドラフト会議において千葉ロッテマリーンズより高校生ドラフト3巡目で指名された。南京都高校出身のプロ野球選手は斉藤和巳（1995年ダイエー1位）以来2人目で、斉藤と同じ背番号66を着けた。
2006年のファーム日本選手権において、打線の振るわなかったチーム内において投球内容が評価され、優秀選手賞を獲得した。
2008年オフ、一度も一軍に昇格することなく球団から戦力外通告を受ける。
2009年、関西独立リーグの神戸9クルーズへ入団。シーズン終了後、12球団合同トライアウトに参加した。
2010年5月24日、同リーグ紀州レンジャーズに移籍するも、6月15日、自己理由により退団。同年6月17日に、JFBLの三重スリーアローズに入団した。同年10月29日、自己都合により退団。しかしチームが四国アイランドリーグplus所属となった翌2011年は練習生となり、4月15日に支配下選手登録された。
2011年8月1日 再調整のために契約解除され練習生となったが、9月15日支配下選手契約された。10月24日、同シーズン限りでの引退が発表された。
2015年現在は東京日野自動車株式会社新狭山支店に勤務し、軟式野球部に所属している。

## 詳細情報

### 年度別投手成績
- 一軍公式戦出場なし

### 独立リーグでの投手成績
四国アイランドリーグplus
以下の数値は四国アイランドリーグplusウェブサイト掲載の各シーズン選手成績による。
| 年 度     | 球 団     | 防 御 率 | 登 板 | 勝 利 | 敗 戦 | セ 丨 ブ | 完 投 | 完 封 | 無 四 球 | 投 球 回 | 打 者 | 被 安 打 | 被 本 塁 打 | 奪 三 振 | 与 四 球 | 与 死 球 | 失 点 | 自 責 点 |
| --------- | --------- | -------- | ----- | ----- | ----- | -------- | ----- | ----- | -------- | -------- | ----- | -------- | ----------- | -------- | -------- | -------- | ----- | -------- |
| 2011      | 三重      | 11.12    | 21    | 0     | 4     | 4        | 0     | 0     | 0        | 28.1     | 154   | 51       | 3           | 10       | 17       | 2        | 44    | 35       |
| 通算：1年 | 通算：1年 | 11.12    | 21    | 0     | 4     | 4        | 0     | 0     | 0        | 28.1     | 154   | 51       | 3           | 10       | 17       | 2        | 44    | 35       |

### 背番号
- 66 （2006年 - 2008年）
- 99 （2009年 - 2010年5月23日）
- 28 （2010年5月24日 - 2010年6月15日）
- 54 （2010年6月17日 - 2011年）